# Синайская агама
Синайская агама (лат. Pseudotrapelus sinaitus) — ящерица семейства агамовых. Типовой вид рода агамы-псевдотрапелусы.

## Описание

### Внешний вид

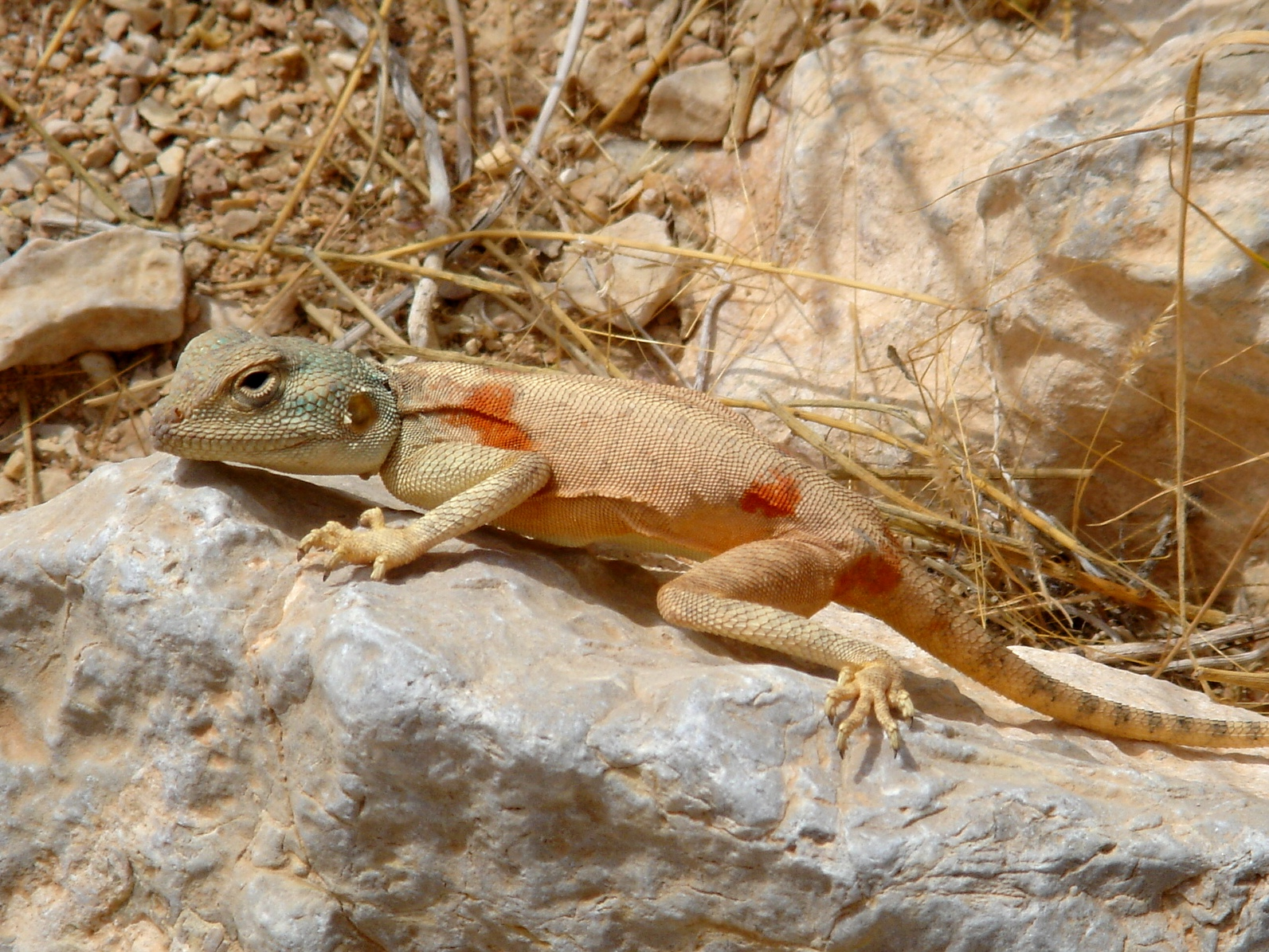
самка синайской агамы

Род Pseudotrapelus характеризуется следующими признаками:
- Отверстие уха больше, чем глаз;
- Спинные чешуйки относительно маленькие, однородные, остроконечные, перекрывающиеся и килеватые у некоторых экземпляров;
- Очень длинные конечности;
- 3-й палец длиннее, чем 4-й;
- Хвостовые чешуи не образуют колец.

Длина тела обычно около 18 см. Основная окраска вне периода размножения — коричневатая. Самки демонстрируют отличительную окраску перед откладкой яиц: светло-голубая голова и ржаво-оранжевые поперечные полосы на желтоватой спине, а иногда — синие разводы. У не беременных самок передняя часть тела синяя. Самцы в состоянии раздражения или полового возбуждения блестяще-синего цвета, особенно яркого в области головы, груди и горла.

### Распространение
Довольно широко распространена в Северной Африке, Аравии и на Ближнем Востоке. Ареал синайской агамы охватывает Юго-Восточную Ливию, Восточный Египет, Синайский полуостров, Израиль, Иорданию, Сирию, Саудовскую Аравию, Объединённые Арабские Эмираты, Оман, Восточный Судан, Эфиопию, Эритрею.

### Образ жизни
Синайская агама является дневным засадным хищником и распространена в различных открытых местообитаниях. Это — живущий на скалах вид, встречающийся в очень засушливых областях. Везде синайская агама держится на вулканических валунах, обнажениях пород и каменистых участках с разбросанными скалами.
В южном Синае агамы были найдены на высоте 900 м над уровнем моря, а в Вади Рахаба на высоте приблизительно 1600 м.
В качестве убежищ агамы используют щели в скалах. В одном случае наблюдался бег на двух ногах.
Плотность популяций довольно низкая.

### Питание
Рацион синайской агамы состоит в основном из муравьёв, кузнечиков, жуков и термитов. Охотясь, агама полагается в основном на зрение: она сидит среди растительности, под камнями или в тени и ждет, пока насекомое или другое беспозвоночное подойдет ближе, а затем преследует добычу. Чтобы поймать небольших насекомых, таких как муравьи и термиты, агама использует кончик языка, покрытый выделениями слизистых желез.

### Размножение
Сезон размножения в Израиле приходится на май—август. Во время этого периода оба пола территориальны и, заняв определенную территорию (например, большой валун), наблюдают за охраняемым участком. Агамы используют множество сигналов (движения глаз, поклоны, приподнимание и опускание на передних ногах всей передней части тела) для коммуникации.
Откладка яиц происходит в конце июля—начале августа. В кладке 5—9 крупных яиц.

## Классификация
Вид образует два подвида:
- Pseudotrapelus sinaitus sinaitus
- Pseudotrapelus sinaitus werneri